# 마크 켈리
마크 에드워드 켈리(영어: Mark Edward Kelly, 1964년 2월 21일 ~ )는 미국 정치인이자 전직 우주비행사이자 2020년부터 애리조나 출신의 미국 후배 상원의원을 지낸 해군 대위이다. 존 매케인 상원의원이 사망한 뒤 치러진 특별선거에서 민주당 소속으로 현직 공화당 마사 맥샐리를 누르고 당선됐다. 2007년 결혼한 아내 개브리엘 기퍼즈는 전 미국 하원의원이었다.

## 역대 선거 결과
| 선거명        | 직책명                    | 대수  | 정당   | 득표율 | 득표수      | 결과 | 당락                     |
| ------------- | ------------------------- | ----- | ------ | ------ | ----------- | ---- | ------------------------ |
| 2020년 재선거 | 상원의원 (애리조나 제3부) | 117대 | 민주당 | 51.16% | 1,716,467표 | 1위  | 애리조나주 상원의원 당선 |
| 2022년 선거   | 상원의원 (애리조나 제3부) | 118대 | 민주당 | 51.39% | 1,322,027표 | 1위  | 애리조나주 상원의원 당선 |